# 広津弘信
広津 弘信（ひろつ ひろのぶ、1819年 - 1883年5月19日）は、日本の外交官。明治初期の日朝外交を担当したことで知られる。旧名は俊蔵。作家広津柳浪の父。

## 生涯
文政9年（1819年）、医師・戯作者馬田昌調の子として生まれる。父の実家である広津家は、筑後国久留米藩の儒者の家である。
幼くして両親を亡くす。医を志して京都など諸国に遊学。1853年に長崎に赴き、ボードウィンから西洋医学を学ぶとともに海外事情の理解を深める。富津南嶺の名で長崎で開業する一方、久留米藩より長崎聞役として禄を給された。戊辰戦争では東北に従軍している。
1870年3月、佐田白茅（久留米藩出身）らの外務省調査団（朝鮮との国交樹立のための予備交渉）に同行して以降、同年末の吉岡弘毅・森山茂による正規の第1回使節団に参加するなど、彼らのもとで朝鮮現地での国交樹立交渉の実務を担当した。
しかし交渉は難航したため、翌1871年4月（旧暦2月）にはいったん帰国し、旧対馬藩主・宗重正を外務大丞に任命し朝鮮との交渉にあたらせる策を建言した。1872年2月には森山とともに宗外務大丞の書契を持ち蒸気船で再び釜山に入港、以後草梁倭館（かつての対馬藩の公館・居留地）の接収事務を開始した。しかし蒸気船は攘夷政策をとる朝鮮国の忌避するところのものであり、同年のアメリカ軍艦による江華島砲撃事件（辛未洋擾）ともあいまって朝鮮側は態度を硬化、結局国交交渉は失敗した。
その後、日本政府黙認のもとでおこなわれていた三井組による日朝間の密貿易が1873年発覚すると、朝鮮側は厳しい「禁圧」の姿勢を取った。広津は、この際掲示されたと伝えられる朝鮮側「伝令書」掲示を日本政府に報告した。このさいの文言（広津の報告は誇張を含んでおり正確な内容ではなかったらしい）が日本政府内の征韓論建議の直接のきっかけとなったが、広津自身は武力行使に関しては慎重な態度をとった。
1873年、著書『自主之権』を出版。明治16年（1883年）5月に没した。享年65。

## 家族
父の馬田昌調（弘麟）は久留米藩儒広津藍渓の二男。大坂に出て医業を行うかたわら戯作を著した。号から馬田柳浪とも称される。
作家広津柳浪（直人）は二男である。同じく作家広津和郎の祖父にあたる（ただし和郎の出生時、弘信は死去している）。